# Wechsler Preschool and Primary Scale of Intelligence
De Wechsler Preschool and Primary Scale of Intelligence, kortweg WPPSI (uitspraak = wipsi) is een intelligentietest voor jonge kinderen van twee en een half tot zeven jaar en elf maanden. Het vormt samen met de WISC en de WAIS een reeks testen van David Wechsler, pionier van het intelligentie-onderzoek. De WPPSI heeft gelijkaardige onderdelen als de twee andere, maar het accent ligt iets meer op de niet-verbale taken, vanwege de leeftijd van de onderzochte. In 1997 verscheen een Vlaams-Nederlandse herwerking en aanpassing van deze Amerikaanse test.